# 出雲郷村
出雲郷村（あだかやむら）は、島根県八束郡にあった村。現在の松江市東出雲町出雲郷、東出雲町春日、東出雲町今宮、東出雲町内馬、東出雲町須田にあたる。

## 地理
- 湖沼：中海[1]
- 河川：意宇川、須田川[1]
- 山岳：古城山、要害山[1]

## 歴史
- 1889年（明治22年）4月1日、町村制の施行により、意宇郡出雲郷村、春日村が合併して村制施行し、出雲郷村が発足[1][2]。大字は出雲郷、春日、今宮、内馬、須田の5大字を編成[1]。
- 1896年（明治29年）4月1日、郡の統合により八束郡に所属[2]。
  - 同年、出雲郷村農会設立[1]。
- 1914年（大正3年）佐藤商会（佐藤造機前身、現三菱マヒンドラ農機）設立[1]。
- 1918年（大正7年）無限責任出雲郷村信用購買組合設立[1]。
- 1925年（大正14年）出雲郷村任意漁業組合設立[1]。
- 1947年（昭和22年）出雲郷村農業協同組合設立[1]。
- 1948年（昭和23年）出雲郷郵便局開設[1]。
- 1954年（昭和29年）4月1日、八束郡揖屋町、意東村と合併して東出雲町を新設し廃止[1][2]。

### 地名の由来
『雲陽誌』に「出雲江」とあり、「俚民出雲里と書いて『あたかえ』と読む（中略）阿太加夜の神社を勧請す、故に本名出雲江といわずして阿太加夜といいけるにや」と記す。

## 産業
- 農業、漁業[1]